# Ella McDonald
Ella McDonald (* 4. August 2005) ist eine britische Tennisspielerin.

## Karriere
McDonald hat mit vier Jahren das Tennisspielen begonnen und spielt vor allem auf der  ITF Juniors World Tour und der ITF Women’s World Tennis Tour, auf der sie bislang drei Einzeltitel und elf Titel im Doppel gewinnen konnte.
2021 gewann sie das J5 Edinburgh, J4 Tampere und J3 Loughborough.
2022 gewann sie im Januar das J3 Glasgow sowie im März das J2 Santo Domingo. Beim mit 25.000 US-Dollar dotierten ITF-Turnier in Bath gewann sie in der ersten Runde mit 6:0 und 7:5 gegen Eva Shaw, bevor sie in der zweiten Runde Elena Malõgina mit 1:6 und 3:6 unterlag.
Auf der WTA Tour spielte sie ihr erstes Turnier 2022 in Nottingham, wo sie mit einer Wildcard in der Qualifikation an den Start ging und in der ersten Runde der Australierin Maddison Inglis mit 2:6 und 1:6 unterlag.

## Turniersiege

### Einzel
| Nr. | Datum         | Turnier        | Kategorie | Belag     | Finalgegnerin           | Ergebnis |
| --- | ------------- | -------------- | --------- | --------- | ----------------------- | -------- |
| 1.  | 26. Mai 2024  | Monastir       | ITF W15   | Hartplatz | Darja Chamuzjanskaja    | 6:4, 6:2 |
| 2.  | 14. Juli 2024 | Chambéry-Bissy | ITF W15   | Hartplatz | Jekaterina Owtscharenko | 6:0, 6:1 |
| 3.  | 18. Mai 2025  | Monastir       | ITF W15   | Hartplatz | Kateryna Lasarenko      | 6:3, 6:2 |

### Doppel
| Nr. | Datum             | Turnier                  | Kategorie | Belag             | Partnerin             | Finalgegnerin                        | Ergebnis          |
| --- | ----------------- | ------------------------ | --------- | ----------------- | --------------------- | ------------------------------------ | ----------------- |
| 1.  | 17. Februar 2023  | Glasgow                  | ITF W25   | Hartplatz (Halle) | Maia Lumsden          | Dominika Šalková Anna Sisková        | 3:6, 6:1, [13:11] |
| 2.  | 13. Januar 2024   | Loughborough             | ITF W35   | Hartplatz         | Liv Hovde             | Alicia Barnett Sarah Beth Grey       | 4:6, 6:2, [10:7]  |
| 3.  | 20. Januar 2024   | Sunderland               | ITF W35   | Hartplatz (Halle) | Laura Hietaranta      | Julie Belgraver Katarína Strešnáková | 6:4, 6:1          |
| 4.  | 4. Mai 2024       | Nottingham               | ITF W35   | Hartplatz         | Holly Hutchinson      | Ali Collins Lauryn John-Baptiste     | 7:64, 7:65        |
| 5.  | 18. Mai 2024      | Monastir                 | ITF W15   | Hartplatz         | Talia Neilson Gatenby | Xu Jiayu Zhang Ying                  | 6:4, 6:2          |
| 6.  | 8. Juni 2024      | Madrid                   | ITF W15   | Hartplatz         | Holly Hutchinson      | Ana Candiotto Anastasia Iamachkine   | 6:4, 6:1          |
| 7.  | 3. August 2024    | Roehampton               | ITF W35   | Hartplatz         | Holly Hutchinson      | Gabriella Da Silva Fick Alice Robbe  | 6:2, 3:6, [10:3]  |
| 8.  | 16. November 2024 | Funchal                  | ITF W50   | Hartplatz         | Holly Hutchinson      | Riya Bhatia Polina Jazenko           | 3:6, 6:2, [10:8]  |
| 9.  | 8. März 2025      | Helsinki                 | ITF W35   | Hartplatz (Halle) | Laura Hietaranta      | Ayla Aksu Martyna Kubka              | 6:3, 6:4          |
| 10. | 29. März 2025     | Santo Domingo            | ITF W50   | Hartplatz         | Holly Hutchinson      | Carmen Corley Maribella Zamarripa    | 6:1, 6:4          |
| 11. | 19. April 2025    | Santa Margherita di Pula | ITF W35   | Sand              | Laura Hietaranta      | Anastasia Bertacchi Viola Turini     | 6:2, 6:3          |